# Epidesma dominicensis
Epidesma dominicensis là một loài bướm đêm thuộc phân họ Arctiinae, họ Erebidae.